# So Random!
So Random! (reso graficamente come SO R@n:D0ᴟ!) è una serie televisiva di produzione statunitense, che ha debuttato il 5 giugno 2011 negli Stati Uniti d'America. Nasce come spin-off di Sonny tra le stelle. In Italia ha debuttato il 9 dicembre 2011 su Disney Channel ed è terminata l'8 agosto 2012. Il 2 maggio 2012, Tiffany Thornton ha annunciato che la serie non è stata rinnovata per una seconda stagione.

## Trama
A differenza delle altre serie Disney e dalla sua serie madre (Sonny tra le stelle) So Random! è incentrata solo su sketch e non è presente la protagonista Demi Lovato che per problemi di salute ha dovuto abbandonare lo show.

## Episodi
| Stagione       | Episodi | Prima TV USA | Prima TV Italia |
| -------------- | ------- | ------------ | --------------- |
| Prima stagione | 26      | 2011-2012    | 2011-2012       |

## Personaggi e interpreti

### Personaggi principali
- Chad Dylan Cooper, interpretato da Sterling Knight.
 inizialmente era il protagonista della serie tv rivale di So Random ma in seguito decide di unirsi allo show.
- Tawni Hart, interpretata da Tiffany Thornton.
Non riesce a stare un minuto senza guardarsi allo specchio, è molto vanitosa.
- Nico Harris, interpretato da Brandon Smith
Il più matto dei personaggi. È il migliore amico di Grady, con cui condivide tutto, anche il giorno di nascita e desidera, come Grady, una ragazza.
- Grady Mitchell, interpretato da Doug Brochu.
Il miglior amico di Nico. Condividono tutto, anche il giorno di nascita. Vuole, come Nico, una ragazza.
- Zora Lancaster, interpretata da Allisyn Ashley Arm.
La più piccola e la più intelligente (ha un Q.I. di 155).

### Personaggi secondari
- Matthew Scott Montgomery
- Shayne Topp
- Damien Haas
- Bannon Grace
- Bridgett Shergalis
- Audrey Whitby

### Guest star
| Puntata | Guest star                                     |
| ------- | ---------------------------------------------- |
| 1       | Cody Simpson                                   |
| 2       | Greyson Chance                                 |
| 3       | Selena Gomez and the Scene                     |
| 4       | Mitchel Musso                                  |
| 5       | Tony Hawk                                      |
| 6       | Coco Jones                                     |
| 7       | Jacob Latimore                                 |
| 8       | Mindless Behavior                              |
| 9       | Colbie Caillat                                 |
| 10      | Far East Movement                              |
| 11      | Kicking Daisies                                |
| 12      | Dave Days                                      |
| 13      | Chelsea Kane/Hot Chelle Rae                    |
| 14      | Miss Piggy                                     |
| 15      | Iyaz                                           |
| 16      | Bridgit Mendler, Adam Hicks e Hayley Kiyoko    |
| 17      | Leigh-Allyn Baker and Mia Talerico/Pia Toscano |
| 18      | Justin Bieber                                  |
| 19      | Christina Grimmie                              |
| 20      | Andy Grammer                                   |
| 21      | Cole Sprouse, Dylan Sprouse e Debby Ryan       |
| 22      | The Ready Set                                  |
| 23      | China Anne McClain                             |
| 24      | The New Boyz                                   |
| 25      | Shane Harper                                   |
| 26      | Destinee & Paris                               |

## Trasmissione internazionale
| Nazione                                                    | Canale                        | Data di trasmissione                                          | Titolo           |
| ---------------------------------------------------------- | ----------------------------- | ------------------------------------------------------------- | ---------------- |
| Stati Uniti                                                | Disney Channel                | 5 giugno 2011                                                 | So Random!       |
| Canada                                                     | Family Channel                | 10 giugno 2011                                                | So Random!       |
| Polonia                                                    | Disney Channel                | 15 ottobre 2011                                               | Z innej beczki!  |
| Regno Unito Irlanda                                        | Disney Channel                | 31 ottobre 2011                                               | So Random!       |
| Italia                                                     | Disney Channel                | 9 dicembre 2011                                               | So Random!       |
| Messico Argentina Perù Colombia Uruguay Paraguay Venezuela | Disney Channel America Latina | 25 settembre 2011 (anticipo), 5 ottobre 2011 (prima mondiale) | ¡Qué Onda!       |
| Francia                                                    | Disney Channel                | cancellato                                                    | Sketches à gogo! |
| Russia                                                     | Disney Channel                | 12 settembre 2012                                             | Как попало!      |